# Templo de Nuestra Señora de Fátima (Zacatecas)
El Templo de Fátima, dedicada a la Virgen de Fátima, es un templo parroquial de la Diócesis de Zacatecas. Ubicado en la colonia Sierra de Alica de la ciudad. Ostenta un estilo neogótico y está construida en cantera color rosa y naranja.

## Historia
En 1946 en el marco del 400 aniversario de la ciudad de Zacatecas se fundó la colonia Sierra de Alica. La construcción del Templo de Nuestra Señora de Fatima la inició el primer párroco Manuel de la Hoz, con patrocinio de algunos feligreces. La primera piedra fue colocada el 22 de octubre de 1950 por el Obispo de Zacatecas don Ignacio Placencia y Moreira. El proyecto arquitectónico inicial estuvo a cargo del ingeniero José Luis Amezcua Sahagún destacado diseñador de edificios religiosos en México. Debido a la falta de recursos, la construcción del templo tardó hasta el año 2000 siendo solemnemente dedicado el 13 de mayo de ese año por el obispo de Zacatecas Fernando Mario Chávez Ruvalcaba .

## Descripción
En planta el templo tiene también forma de cruz latina, con capillas a los lados, tiene 3 naves separas por columnas. 
Como es característico de la arquitectura gótica los arcos también son apuntados, cuenta además con bóveda de crucería. Los contrafuertes y arbotantes están en los laterales exteriores del templo y son esbeltos y considerablemente más pequeños que los que podemos observar en el estilo gótico europeo.
La cúpula es octagonal con vitrales, que al igual que los vitrales de las paredes muestran diferentes pasajes de la biblia, así como la aparición de la virgen de Fátima a los pastores. Tiene 4 rosetones en la torre, algo que casi no se observa en la arquitectura gótica.